# Les Valadous
Les Valadous sont un sommet du Massif central culminant à 1 544 mètres d'altitude, sur la commune d'Astet, dans le département de l'Ardèche, en France.
C'est le point culminant du serre de la Croix de Bauzon.